# کوماک ای‌آرجی۲۱
کوماک ای‌آرجی۲۱ (به انگلیسی: Comac ARJ21) هواپیما دو موتوره کوتاه برد منطقه‌ای است که توسط شرکت هواپیماسازی چینی کوماک تولید می‌شود.